# Àlgebra abstracta

Les permutacions d'un cub de Rubik formen un grup, un concepte fonamental en àlgebra abstracta.

L'àlgebra abstracta és la branca de les matemàtiques que estudia les estructures algebraiques, com ara grups, anells, cossos, mòduls, espais vectorials i àlgebres.
Actualment la majoria dels autors escriuen simplement àlgebra en lloc d'àlgebra abstracta.
El terme àlgebra abstracta fa referència a l'estudi de totes les estructures algebraiques, oposada a l'àlgebra elemental escolar, que ensenya les regles correctes per manipular fórmules i expressions algebraiques que inclouen nombres reals, complexos i incògnites. L'àlgebra elemental es pot interpretar com una introducció informal a les estructures denominades cos real i àlgebra commutativa.
La matemàtica contemporània i la física matemàtica fan un ús intensiu de l'àlgebra abstracta. Per exemple, la física teòrica recolza en les àlgebres de Lie. Branques com la teoria algebraica dels nombres, la topologia algebraica i la geometria algebraica apliquen mètodes algebraics a altres àrees de les matemàtiques. La teoria de la representació, a grans trets, trau l'abstracció de l'àlgebra abstracta, tot estudiant l'aspecte concret d'una estructura donada (vegeu la teoria dels models).
Les dues branques matemàtiques que estudien les propietats de les estructures algebraiques globalment són l'àlgebra universal i la teoria de les categories. Les estructures algebraiques, amb els homomorfismes associats, formen les categories. La teoria de les categories és un formalisme potent per a l'estudi i la comparació de les diferents estructures algebraiques.

## Història
Abans del segle XIX, l'àlgebra es definia com l'estudi dels polinomis. L'àlgebra abstracta va aparèixer durant el segle XIX a mesura que problemes més complexos i mètodes per resoldre'ls s'anaven desenvolupant. Els problemes i exemples concrets provenien de disciplines com la teoria de nombres, la geometria, l'anàlisi, i les solucions a les equacions algebraiques. La majoria de les teories que avui en dia es consideren part de l'àlgebra abstracta van començar com a col·leccions de fets dispars de diverses branques de les matemàtiques, van adquirir una temàtica comuna que va servir com a nucli al voltant del qual es van agrupar diversos resultats, i finalment es van acabar unificant sobre la base d'un conjunt de conceptes en comú. Aquesta unificació es va donar en les primeres dècades del segle XX i va resultar en les definicions axiomàtiques formals de diverses estructures algebraiques com els grups, els anells i els cossos. Aquest desenvolupament històric és gairebé el contrari del tractament habitual en els llibres de text més populars, com el llibre Moderne Algebra de van der Waerden, que comença cada capítol amb una definició formal d'una estructura i després segueix amb exemples concrets.

### Àlgebra elemental
L'estudi d'equacions polinòmiques o d'equacions algebraiques té una llarga història. Al voltant del 1700 a.C., els babilonis eren capaços de resoldre equacions quadràtiques especificades com a problemes orals. Aquesta fase dels problemes en parauels forma part del que s'anomena àlgebra retòrica i va ser el plantejament dominant fins al segle XVI. Muhàmmad ibn Mussa al-Khwarazmí va introduir el mot "àlgebra" l'any 830, però la seva obra era enterament àlgebra retòrica. L'àlgebra purament simbòlica no va aparèixer fins a l'Algebra nova de François Viète de 1591, i fins i tot aquesta utilitzava algunes paraules textuals a les quals s'assignaven símbols en el llibre Geometria de Descartes de 1637. L'estudi formal de la resolució d'equacions simbòliques va dur a Leonhard Euler a acceptar el que llavors es consideraven arrels "sense sentit" com ara els nombres negatius i els nombres imaginaris, a finals del segle XVIII. Tanmateix, els matemàtics europeus, en la major part, es van resistir a aquests conceptes fins a mitjans del segle xix.
El llibre de George Peacock de 1830 Treatise of Algebra va ser el primer intent d'ubicar l'àlgebra en una base estrictament simbòlica. Va distingir una nova àlgebra simbòlica, diferent de l'antiga àlgebra aritmètica. Així com en l'àlgebra aritmètica {\displaystyle a-b} està restringit a {\displaystyle a\geq b}, en àlgebra simbòlica totes les normes de les operacions són vàlides sense restriccions. Utilitzant això, Peacock va poder demostrar lleis com {\displaystyle (-a)(-b)=ab}, fent que {\displaystyle a=0,c=0} en {\displaystyle (a-b)(c-d)=ac+bd-ad-bc}. Peacock va utilitzar el que va anomenar el principi de la permanència de les formes equivalents per justificar aquest argument, però el seu raonament tenia el problema de la inducció. Per exemple, {\displaystyle {\sqrt {a}}{\sqrt {b}}={\sqrt {ab}}} és vàlid per nombres reals no negatius, però no per nombres complexos en general.

### Inicis de la teoria de grups
Diverses àrees de les matemàtiques han donat lloc a l'estudi dels grups. L'estudi de Lagrange de 1770 de les solucions de l'equació quíntica van donar lloc als grups de Galois d'un polinomi. L'estudi de Gauss de l'any 1801 del petit teorema de Fermat va donar lloc als anells d'enters mòdul n, al grup multiplicatiu d'enters mòdul n i a conceptes més generals de grups cíclics i grups abelians. El programa d'Erlangen de Klein de 1872 va estudiar la geometria i va introduir els grups de simetria com ara el grup euclidià i el grup de transformacions projectives. L'any 1874 Lie va introduir la teoria dels grups de Lie, amb la mirada posada en "la teoria de Galois d'equacions diferencials". L'any 1876, Poincaré i Klein van introduir el grup de transformacions de Möbius, i els seus subgrups com el grup modular i el grup fuchsià, basats en l'estudi de les funcions automòrfiques en anàlisi.
El concepte abstraccte de grup va trigar a emergir a mitjans del segle xix. Galois l'any 1832 va ser el primer a utilitzar el terme "grup", en el sentit d'una col·lecció de permutacions tancada respecte la composició. L'article d'Arthur Cayley de 1854 On the theory of groups (Sobre la teoria de grups) va definir un grup com un conjunt amb una operació de composició associativa i la identitat 1, avui anomenat monoide. L'any 1870, Kronecker va definir una operació binària abstracta que era tancada, commutativa, associativa, i tenia la propietat cancel·lativa per l'esquerra {\displaystyle b\neq c\to a\cdot b\neq a\cdot c}, de forma similar a les lleis modernes per a grups abelians finits. La definició de Weber de 1882 d'un grup era la d'una operació binària tancada que era associativa i que tenia cancel·lació per la dreta i per l'esquerra. Walther von Dyck l'any 1882 va ser el primer que va posar com a requisit l'existència d'elements inversos com a part de la definció de grup.
Una vegada ja havia emergit aquest concepte abstracte de grup, es van reformular els resultats previs en el terreny abstracte. Per exemple, Frobenius va tornar a demostrar el teorema de Sylow l'any 1887 directament a partir de les lleis d'un grup finit, tot i que Frobenius va remarcar que el teorema era un conseqüència del teorema de Cauchy de grups de permutacions i del fet que tot grup finit és un subgrup d'un grup de permutacions. Otto Hölder va ser especialment prolífic en aquesta àrea: va definir el grup de quocients l'any 1889, els automorfismes de grup l'any 1893 així com els grup simples. També va completar el teorema de Jordan–Hölder. Dedekind i Miller van caracteritzar independentment els grups hamiltonians i van introduir la noció del commutador de dos elements. Burnside, Frobenius i Molien van crear la teoria de la representació de grups finits a finals del segle xix. El monogràfic de J. A. de Séguier de 1905 Elements of the Theory of Abstract Groups (Elements de la teoria de grups abstractes) va presentar molts d'aquests resultats d'una forma abstracta i general, relegant els grups "concrets" a un annex, tot i que estava limitat a grups finits. El primer monogràfic sobre grups abstractes finits i infinits va ser l'obra de O. K. Schmidt de 1916 Abstract Theory of Groups (Teoria abstracta de grups).

### Inicis de la teoria d'anells
La teoria dels anells no commutatius va començar en les extensions dels nombres complexos als nombres hipercomplexos, específicament els quaternions de William Rowan Hamilton l'any 1843. Poc després molts altres sistemes de nombres el van seguir. L'any 1844, Hamilton va presentar els biquaternions, Cayley va introduir els octonions i Grassman va introduir el producte exterior. James Cockle va presentar els nombres bicomplexos l'any 1848 i els coquaternions l'any 1849. William Kingdon Clifford va introduir els biquaternions dividits l'any 1873. A més, Cayley va introduir l'àlgebra de grups finits en els nombres reals i complexos l'any 1854 i les matrius quadrades en dos articles de 1855 i de 1858.
Un cop hi havia prou exemples, només calia classificar-los. En un monogràfic de 1870, Benjamin Peirce va classificar els més de 150 sistemes de nombres hipercomplexos de dimensió inferior a 6, i va donar definicions explícites de l'àlgebra associativa. Va definir els elements nilpotents i idempotents i va demostrar que tota àlgebra en conté elements d'un tipus o de l'altre. També va definir la descomposició de Pierce. Frobenius l'any 1878 i Charles Peirce independentment l'any 1881 van demostrar que les úniques àlgebres de divisió de dimensió finita en {\displaystyle \mathbb {R} } són els nombres reals, els nombres complexos i els quaternions. En els anys 1880, Killing i Cartan van demostrar que les àlgebres de Lie semi-simples es poden descompondre en àlgebres simples, i van classificar totes les àlgebres de Lie simples. Inspirats en això, en la dècada de 1890, Cartan, Frobenius i Molien van demostrar (independentment) que una àlgebra associativa de dimensió finita sobre {\displaystyle \mathbb {R} } o {\displaystyle \mathbb {C} } té una descomposició única en sumes directes d'una àlgebra nilpotent i una àlgebra semi-simple que és el producte d'un cert nombre d'àlgebres simples, matrius quadrades sobre àlgebres de divisió. Cartan va ser el primer a definir conceptes com suma directa i àlgebra simple, i aquests conceptes van resultar tenir una gran influència. L'any 1907 Wedderburn va estendre els resultats de Cartan a cossos arbitraris, en el que avui es coneix com el teorema principal de Wedderburn i el teorema d'Artin–Wedderburn.
Quant als anells commutatius, diverses àrees juntes van donar lloc a la teoria dels anells commutatius. En dos articles de 1828 i 1832, Gauss va formular els enters de Gauss i va demostrar que formen un domini de factorització única i va demostrar la llei de reciprocitat biquadràtica. Jacobi i Eisenstein més o menys al mateix temps van demostrar una llei de reciprocitat cúbica per als enters d'Eisenstein. L'estudi del darrer teorema de Fermat va donar lloc als enters algebraics. L'any 1847, Gabriel Lamé va creure que havia demostrar el darrer teorema de Fermat, però la seva demostració no era vàlida ja que assumia que tots els cossos ciclotòmics eren dominis de factorització única, però tal com Kummer va indicar, {\displaystyle \mathbb {Q} (\zeta _{23}))} no és un domini de factorització única. Els anys 1846 i 1847 Kummer va introduir els nombres ideals i va demostració la factorització única en primers ideals dels cossos ciclotòmics. Dedekind ho va estendre l'any 1871 per demostrar que tot ideal no zero en el domini d'enters d'un cos de nombres algebraics és el producte únic d'ideals primers, un precursor de la teoria dels dominis de Dedekind. Amb tot, l'obra de Dedekind va crear el camp de la teoria de nombres algebraics.
En els anys 1850, Riemann va introduir el concepte fonamental de la superfície de Riemann. Els mètodes de Riemann es basaven en una suposició que va anomenar principi de Dirichlet, que l'any 1870 va ser qüestionat per Weierstrass. Molt més tard, l'any 1900, Hilbert va justificar el plantejament de Riemann desenvolupant el mètode directe en el càlcul de variacions. En els anys 1860 i 1870, Clebsch, Gordan, Brill i especialment M. Noether van estudiar les funcions algebraiques i les corbes. En particular, Noether va estudiar quines condicions calien perquè un polinomi fos un element de l'ideal generat per dues corbes algebraiques en l'anell de polinomis {\displaystyle \mathbb {R} [x,y]}, tot i que Noether no va utilitzar aquesta terminologia moderna. L'any 1882 Dedekind i Weber, en analogia amb l'obra anterior de Dedekind en la teoria de nombres algebraics, van crear una teoria de cossos de funcions algebraiques que va permetre la primera definició rigorosa d'una superfície de Riemann i una demostració rigorosa del teorema de Riemann–Roch. Kronecker en els anys 1880, Hilbert als 1890, Lasker l'any 1905, i Macauley al 1913 van investigar encara més els iedals d'anells de polinomis implícits en l'obra d'E. Noether. Lasker va demostrar un cas particular del teorema de Lasker-Noether, el cas en què tot ideal en un anell de polinomis és la intersecció finita d'ideals primaris. Macauley va demostrar la unicitat de la descomposició. Amb tot, aquesta obra va donar lloc al desenvolupament de la geometria algebraica.
L'any 1801 Gauss va introduir les formes quadràtiques binàries en els enters i va definir llur equivalència. A més, va definir el discriminant d'aquestes formes, que és un invariant d'una forma binària. Entre els anys 1860 i 1890 la teoria dels invariants es va anar desenvolupant i es va convertir en un dels camps principals de l'àlgebra. Cayley, Sylvester i Gordan entre d'altres van trobar el jacobià i el hessià de les formes quàrtiques binàries i de les formes cúbiques. L'any 1868 Gordan va demostrar que l'àlgebra graduada dels invariants d'una forma binària en els nombres complexos és generada finitament, és a dir, que té una base. Hilbert va escriure una tesi sobre els invariants l'any 1885 i l'any 1890 va demostrar que tot forma de qualsevol grau o nombre de variables té una base. Va estendre-ho encara més l'any 1890 en el teorema de la base de Hilbert.
Un cop s'havien desenvolupat aquestes teories, encara van passar diverses dècades fins que aparagués el concepte d'un anell abstracte. La primera definició axiomàtica la va donar Abraham Fraenkel l'any 1914. La seva definició consistia principalment en els axiomes estàndards: un conjunt amb dues operacions: suma, que forma un grup (no necessàriament commutatiu), i multiplicació, que és associativa, té la propietat distributiva respecte la suma, i té un element identitat. A més, tenia dos axiomes sobre "elements regulars" inspirat en l'estudi dels nombres p-àdics, que excloïa anells que ara són habituals com l'anell dels enters. Això va permetre a Fraenkel demostrar que la suma és commutativa. L'obra de Fraenkel pretenia tranferir la definició de Steinitz de 1910 de cossos als anells, però no es va connectar amb l'obra existent en sistemes concrets. La definició d'anells de Masazo Sono de 1917 va ser la primera definició que és equivalent a l'actual.
L'any 1920, Emmy Noether, en col·laboració amb W. Schmeidler, va publicar un article sobre la teoria dels ideals en què definien ideals per l'esquerra i ideals per la dreta en anells. L'any següent Noether va publicar un article insigne sota el títol Idealtheorie in Ringbereichen (Toeria dels ideals en anells'), analitzant les condicions de la cadena ascendent respecte dels ideals (matemàtics). La publicació va donar lloc al terme "anell noetherià", i a diversos altres objectes matemàtics anomenats Noetherià. El destacat algebrista Irving Kaplansky va considerar aquest article "revolutionari"; ja que es demostrava que resultats que semblaven connectats inextricablement a propietats dels anells de polinomis eren conseqüència d'un axioma simple. Artin, inspirat per l'obra de Noether, va idear la condició de cadena descendent. Aquestes definicions van marcar el naixement de la teoria abstracta d'anells.

### Inicis de la teoria de cossos
L'any 1801, Gauss va introduir els enters mod p, on p és un nombre primer. Galois va estendre-ho l'any 1830 a cossoss finits amb {\displaystyle p^{n}} elements. L'any 1871, Richard Dedekind va introduir, per a un conjunt de nombres reals o complexos que és tancat respecte les quatre operacions aritmètiques, la paraula alemanya Körper, que significa "cos" o "corpus" (que suggereix la idea d'una entitat tancada orgànicament). El terme anglès "field" va ser introduït per Moore l'any 1893. Al 1881, Leopold Kronecker va definir el que va anomenar un domini de racionalitat, que és el cos de fraccions racionals en termes moderns. La primera definició clara d'un cos abstracte va ser obra de Heinrich Martin Weber l'any 1893. Li faltava la propietat associativa de la multiplicació, però cobria els cossos finits i els cossos de la teoria algebraica de nombres i de la geometria algebraica. L'any 1910, Steinitz va sintetitzar el coneixement de la teoria de cossos abstracta que s'havia acumulat fins llavors. Va definir els cossos axiomàticament amb la definició moderna, els va classificar segons la seva característica, i va demostrar molts teoremes que avui en dia es veuen habitualment.

### Altres àrees importants
- La resolució de sistemes d'equacions lineals va donar lloc a l'àlgebra lineal[49]

## Aplicacions
Atesa la seva generalitat, s'utilitza l'àlgebra abstracta en molts camps de les matemàtiques i de la ciència. Per exemple, la topologia algebraica utilitza objectes algebraics per estudiar les topologies. La conjectura de Poincaré, demostrada l'any 2003, afirma que el grup fonamental és una varietat, que duu en sí informació sobre la connectivitat i que es pot utilitzar per determinar si una varietat és o no és una esfera. La teoria dels nombres algebraics estudia diversos anells de nombres que generalitzen el conjunt dels enters. Utilitzant eines de la teoria de nombres algebraics, Andrew Wiles va demostrar el darrer teorema de Fermat.
En física, s'utilitzen els grups per representar operacions de simetria, i l'ús de la teoria de grups pot simplificar equacions diferencials. En teoria de gauge, es pot utilitzar el requeriment de simetria local per deduir les equacions que descriuen un sistema. Els grups que descriuen aquestes simetries són grups de Lie, i l'estudi dels grups de Lie i de les àlgebres de Lie revela molts sobre els sistemes físics; per exemple, el nombre de partícules mediadores en una teoria és igual a la dimensió de l'àlgebra de Lie, i aquests bosons interactuen amb la força que medien si l'àlgebra de Lie és no abeliana.